# François Lenormant
François Lenormant, född 17 januari 1837, död 9 december 1883, var en fransk arkeolog. Han var son till Charles  Lenormant.
Lenormant företog utgrävningar i Eleusis 1860, blev professor i arkeologi vid Bibliothèque nationale i Paris, och författade flera viktiga historiska, arkeologiska och numismatiska arbeten, bland annat Recherches archéologiques à Éleusis (1862), Chefs-d'oeuvre de l'art antique (7 band, 1867-68), Manuel d'histoire ancienne de l'Orient (3 band, 1868, fortsatt av Ernest Babelon 3 band 1885-88) samt La monnaie dans l'antiquité (3 band, 1878-79).